# Kamari Dorsa
I Kamari Dorsa sono una struttura geologica della superficie di Venere.